# Museum Schloss Lübben
Das Museum Schloss Lübben ist ein Stadt- und Regionalmuseum im Schloss Lübben in der brandenburgischen Kreisstadt Lübben (Spreewald). Es befindet sich in kommunaler Trägerschaft der Stadt Lübben. Das Museum widmet sich vor allem der Kulturgeschichte der Stadt Lübben, der Niederlausitz und des Spreewaldes. Auf die Kultur der Wenden und Sorben wird durch zahlreiche Exponate eingegangen.

## Lage
Das Museum liegt am Ernst-von-Houwald-Damm an der Bundesstraße 87 in Lübben (Spreewald) neben der Schlossinsel. Der Gebäudekomplex des Schloss Lübbens wurde im 17. Jahrhundert als Wasserburg angelegt. Nach der Stilllegung des Fließes zu Beginn des 20. Jahrhunderts entstand der Ernst-von-Houwald-Damm.

## Geschichte

### 1906 bis 1945
1906 befand sich ein erstes Stadtmuseum in der vormaligen Volksschule Am Markt Nr. 4. Grundstock des Museums war die Privatsammlung des Lehrers Franz Weineck. Das Museum, eine Altertümersammlung, umfasste u. a. wertvolle Besitztümer der Lübbener Zünfte wie Willkommensportale, Meisterstücke, Medaillen und Urkunden. Auch volkstümliche Exponate, die Auskunft über den Alltag der Bauern gaben, wurden ausgestellt. Das Gebäude und seine Sammlung wurden bei den Kämpfen um Lübben im April 1945 schwer beschädigt. Ein Großteil der Exponate ging in diesem Zusammenhang verloren. Fotos einiger Exponate sind erhalten.

### 1945 bis 1969
Gertraud Haupt, Referatsleiterin für Kunst und kulturelle Massenarbeit im Rat des Kreises, hatte 1946 eine Neugründung des Museums im Schlossturm angeregt. Dieser Vorstoß wurde durch einen Befehl der sowjetisch-militärischen Administration vom 2. Oktober 1945 unterstützt, der einen völlige Neuinventarisierung aller Museumsbestände anordnete. Die Museumsleitung übernahm der Schlesier Karl Bialucha (1884–1961). In Schlesien hatte Bialucha die naturwissenschaftliche Sammlung des Oppelner Museums geleitet. Nach 1945 war er Kreisbeauftragter für Naturschutz und Denkmalpflege und bis 1949 Lehrer an der Oberstufe. Das neue Museum widmete sich der märkischen Vor- und Frühgeschichte, der Kultur und den Lebensweisen der Bevölkerung. Gleichzeitig setzte das Museum einen naturkundlichen Schwerpunkt in seinen Exponaten. Zusätzlich wurden archivarische Tätigkeiten übernommen, da Dokumentensammlungen angelegt wurden. Eine Bibliothek wurde ebenfalls eingerichtet. Dem Museum kam die Aufgabe zu, eine Bestandsaufnahme aller Naturdenkmäler und Kulturgüter im Kreis zu erstellen sowie die Inventarisierung der selbigen umzusetzen. Anlässlich des 800-jährigen Stadtjubiläums Lübbens gab es 1950 im Wehr- und Schlossturm eine Sonderausstellung mit naturkundlichem Schwerpunkt. Bialuchas Plan, ein Adelsmuseum im Schlossturm einzurichten, ließ sich jedoch nicht umsetzten, da dieser Schwerpunkt der ideologischen Ausrichtung der Kulturpolitik der DDR widersprach. Nach Bialuchas Tod im Jahr 1961 hatte die systematische Museumsarbeit vorerst ein Ende. 1969 wurde das Museum geschlossen.

### 2001 bis heute
Am 1. Juni 2001 öffnete das Museum nach umfangreichen Restaurierungen erneut im Lübbener Schloss. Unter der Leitung von Christina Orphal wurde ein Museum mit einer umfangreichen archäologischen Sammlung und Räume zur Stadt- und Regionalgeschichte aufgebaut. Der Schwerpunkt der Sammlung des Stadt- und Regionalmuseums liegt zunehmend auf kulturhistorischen Exponaten zur Geschichte Lübbens, des Spreewaldes und der Niederlausitz. Eine umfangreiche Kunstsammlung sowie einige Exponate von überregionaler Bedeutung zeichnen das Museum ebenfalls aus. Das Museum besitzt Werke von Franz Lippisch, Frieda Boehr, Bianca Commichau-Lippisch und Marie Moritz. Gleichzeitig widmet sich das Museum dem Einbezug der Lübbener Bevölkerung und der Arbeit mit Lübbener Zeitzeugen. Durch wechselnde Sonderausstellungen wird das Angebot ständig erweitert. Gleichzeitig trägt das Museum so zur Erforschung der Stadtgeschichte bei und schafft bedeutende Beiträge zur Lübbener Stadtgeschichte. Eine Umgestaltung des Museums ist für die 2020er Jahre geplant.

## Sammlung
Aufgrund der Zerstörung im April 1945 der ersten Sammlung und dem Verlust Ende der 1960er Jahre der zweiten Sammlung gab es wenig Objekte, die als Grundlage für das neue Museum (Eröffnung 2001) dienen konnten. Seit 1997 wird die Sammlung des Museums neu aufgebaut. Einige der ersten Objekte stammen vom Heimatverein Lübben e.V. Weitere Objekte wurden insbesondere in den Gründungsjahren aus Antiquariaten erworben oder stammen von privat.
Das Museum sammelt Objekte der Stadt- und Regionalgeschichte, zur Stadt Lübben, der Niederlausitz und dem Spreewald. Schwerpunkte bilden neben Alltagsgegenständen auch Werke von Künstlerinnen und Künstlern, die aus der Region stammen oder mit ihr verbunden sind. In der Sammlung befinden sich Werke von Kunstschaffenden aus der Jamlitzer Künstlerkolonie wie Franz Lippisch, Bianca Commichau-Lippisch und Walter Kühne. Zusätzlich sammelt das Museum Gemälde der in Lübben geborenen Künstlerinnen Marie Elisabeth Moritz und Frieda Boehr. Über die Region hinaus bekannte und in der Sammlung vertretene Künstler sind Walter Moras und Max Fritz. Vom Komponisten Kurt Lange befinden sich zahlreiche Zeichnungen in der Sammlung, die die Stadt vor ihrer Zerstörung 1945 festgehalten haben.

## Dauerausstellung und Sonderausstellungen
Die Dauerausstellung stammt aus dem Eröffnungsjahr 2001. Die Schwerpunkträume widmen sich der Archäologie der Stadt und Region, der Stadtgeschichte und dem Spreewald, letzterer mit Fokus auf Handwerk und Tourismus. Eine "Amtsstube" weist auf die Geschichte des Schlosses, das eine Nebenresidenz sächsischer Herzoge, vor allem jedoch Verwaltungssitz war. Die Ausstellung ist interaktiv angelegt. Eine Trachtenstube zeigt sorbische/wendische Trachten und Mobiliar.
Zusätzlich zeigt das Museum mehrere Sonderausstellungen im Jahr. Insbesondere im Winter widmet es sich speziell zeithistorischen Themen und ihren Auswirkungen auf die Stadtgesellschaft. Zu nennen sind etwa der Zweite Weltkrieg, Alltag in der DDR, das Wirken der Stasi und die Wende. Der anerkannten Minderheiten der Sorben/Wenden haben sich mehrfach Sonderausstellungen gewidmet. 

## Publikationen des Museums
Im Rahmen der zahlreichen Sonderausstellungen sind verschiedene Publikationen des Museums herausgegeben wurden. Häufig handelt es sich um Kooperationen mit dem Förderverein des Stadt- und Regionalmuseums Lübben e.V. oder dem Landkreis Dahme-Spreewald. Eine kleine Auswahl der Museumspublikationen umfasst:
- Philip Kardel, Christina Orphal: Das Stadt- und Regionalmuseum im Schloss zu Lübben. Katalog der Dauerausstellung (Förderverein des Stadt- und Regionalmuseum Lübben (Spreewald) e.V.), Cottbus 2017.
- Corinna Junker, Thomas Mietk, Christina Orphal (Hrsg.): Broiler – Schwalbe – Plattenbau. Lübben in Bildern 1960–1989. Berlin 2019.
- Marianne Wenzel: fontane.200 / Spuren Kulturland Brandenburg 2019: Durch die wendische Walachei – Lübben in der Zeit Fontanes. Museum Schloss Lübben, Corinna Junker (Hrsg.), Cottbus 2019.
- Rüdiger Sielaff: Lübben und die Stasi. "Na, die Langohren sind wohl unterwegs?", Cottbus 2023.